# Alfred Hirsch
Alfred Hirsch (* 5. Februar 1961 in Emsdetten) ist Professor für Philosophie an der Universität Witten/Herdecke und Senior Fellow am Kulturwissenschaftlichen Institut Essen.

## Leben
Hirsch absolvierte ein Studium der Philosophie, Germanistik und Politikwissenschaft in Münster, Hamburg und Paris. 1992 promovierte er an der Ruhr-Universität Bochum unter der Betreuung von Bernhard Waldenfels. Er erhielt ein Forschungsstipendiat an der New York State University. 2002 folgte die Habilitation an der Universität Hildesheim. Hirsch lehrte an der Université Paris Sorbonne/IV, RWTH Aachen und der Universität Duisburg-Essen.

## Publikationen
- Der Dialog der Sprachen. Studien zum Sprach- und Übersetzungsdenken Walter Benjamins und Jacques Derridas. Fink, München 1995, ISBN  978-3-7705-2937-7.
- Recht auf Gewalt? Spuren philosophischer Gewaltrechtfertigung nach Hobbes. Fink, München 2004, ISBN 978-3-7705-3869-0.
- Menschenrechte des Fremden. Zur Grundlegung einer interkulturellen Menschenrechtsethik. INEF Report, Heft 76/2005, Universität Duisburg-Essen 2005.
- Jean-Jacques Rousseaus Traum vom ewigen Frieden. Fink, München 2012, ISBN 978-3-7705-5234-4.
- Heimatweh. Eine philosophische Erzählung. Karl Alber, Baden-Baden 2025, ISBN 978-3-495-99119-0.

Herausgeberschaft
- (Hrsg.): Übersetzung und Dekonstruktion. Suhrkamp, Frankfurt am Main 1997, ISBN 978-3-518-11897-9.
- (Hrsg. mit Ursula Erzgräber): Sprache und Gewalt. Berlin Verlag Arno Spitz, Berlin 2001, ISBN 978-3-8305-0049-0.
- (Hrsg. mit Pascal Delhom): Im Angesicht der Anderen. Emmanuel Levinas’ Philosophie des Politischen.  Diaphanes, Zürich/Berlin 2005, ISBN 3-935300-70-0.
- (Hrsg. mit Ludger Heidbrink): Verantwortung in der Zivilgesellschaft. Zur Konjunktur eines widersprüchlichen Prinzips. Campus, Frankfurt / New York 2006, ISBN 3-593-38010-2.
- (Hrsg. mit Ludger Heidbrink): Staat ohne Verantwortung. Zum Wandel der Aufgaben von Staat und Politik. Campus, Frankfurt / New York 2007, ISBN 978-3-593-38217-3.
- (Hrsg. mit Pascal Delhom): Emmanuel Levinas: Verletzlichkeit und Frieden. Schriften über die Politik und das Politische. Diaphanes, Zürich/Berlin 2007, ISBN 978-3-935300-59-9.
- (Hrsg. mit Pascal Delhom): Denkwege des Friedens. Aporien und Perspektiven. Alber, Freiburg/München 2007, ISBN 978-3-495-48204-9.
- (Hrsg. mit Ludger Heidbrink): Verantwortung als Marktwirtschaftliches Prinzip. Zum Verhältnis von Moral und Ökonomie. Campus, Frankfurt / New York 2008, ISBN 978-3-593-38639-3.
- (Hrsg. mit Ronald Kurt): Jugendkultur – Interkultur. Bildung neu verstehen. VS Verlag, Wiesbaden 2010, ISBN 978-3-531-92601-8.
- (Hrsg. mit Pascal Delhom): Rousseaus Ursprungserzählungen. Fink, München 2012, ISBN 978-3-7705-5266-5.
- (Hrsg. mit Pascal Delhom): Friedensgesellschaften – zwischen Verantwortung und Vertrauen. Alber Verlag, München/Freiburg 2015, ISBN 978-3-495-48678-8.